# Нарынский район (Узбекистан)
Нары́нский райо́н (тума́н; узб. Norin tumani / Норин тумани) — район в Наманганской области Узбекистана. Административный центр — город Хаккулабад.

## История
Нарынский район был образован в 1926 году. В 1938 году вошёл в состав Ферганской области. В 1941 году отошёл к Наманганской области.
В 1960 году передан в Андижанскую область. В 1963 году упразднён. В 1973 году восстановлен в составе Наманганской области.

## Административно-территориальное деление
По состоянию на 1 января 2020 года, в состав района входят:
1 Город Хаккулабад и 
57 махаллинских сходов граждан: